# Košarkarski klub Helios Domžale
Il K.K. Helios Domžale è una società cestistica avente sede a Domžale, in Slovenia. Fondata nel 1949, gioca nel campionato sloveno.
Disputa le partite interne nella Dvorana Komunalnega centra, che ha una capacità di 1.200 spettatori.

## Palmarès
- Campionato sloveno: 2

2006-07, 2015-16
- Coppa di Slovenia: 1

2007
- Alpe Adria Cup: 1

2015-16